# Kärlekens klockor
"Kärlekens klockor" är ett studioalbum från 1994 av dansbandet Sannex. Några låtar är på engelska.

## Låtlista
1. "Kärlekens klockor"
2. "Varje gång jag ser dej"
3. "Ta emotmin hand"
4. "I only want to be with you"
5. "Ge mej ljus"
6. "Kärlekens spel"
7. "Lever i en drömvärld"
8. "Hand i hand"
9. "Tre tända ljus"
10. "Under the moon of love"
11. "Du bara du"
12. "Nånting på gång"
13. "Så mycket. mycket mer"
14. "Next door to an angel"